# كبلر 445
كيبلر-445 هو نجم قزم أحمر يبعد حوالي 401 سنة ضوئية (123 فرسخ فلكي) في كوكبة الدجاجة. يستضيف ثلاثة كواكب خارج المجموعة الشمسية معروفة، تم اكتشافها بطريقة العبور باستخدام بيانات من مرصد كيبلر الفضائي وتأكيد وجودها في عام 2015.
لا يدور أي من هذه الكواكب ضمن المنطقة الصالحة للحياة حول النجم.

## نظام الكواكب
يدور كيبلر-445 بي وجي ودي حول النجم كيبلر-445 كل 3 و 5 و 8 أيام على التوالي، ولديها درجات حرارة توازنية 401 كلفن (128 درجة مئوية؛ 262 فهرنهايت) و 341 كلفن (68 درجة مئوية؛ 154 فهرنهايت) و 305 كلفن (32 درجة مئوية؛ 89 فهرنهايت) على الترتيب. مع نصف قطر يبلغ 2.72 مرة من حجم الأرض، من المرجح أن كيبلر-445 جي كوكب صغير نيبتوني غني بالمواد المتطايرة، وقد أجريت مقارنات بينه وبين جيه 1214 بي. أما كيبلر-445 دي، فلا يتجاوز حجمه الأرض إلا قليلاً، حيث يبلغ نصف قطره 1.33 من شبه قطر الأرض .
| رفيق (بترتيب النجوم) | كتلة | نصف محور (AU) | الفترة المدارية (يوم) | انحراف | ميلان | نق |
| -------------------- | ---- | ------------- | --------------------- | ------ | ----- | -- |
| ...                  | —    | —             | —                     | —      | —     | —  |
| ...                  | —    | —             | —                     | —      | —     | —  |
| ...                  | —    | —             | —                     | —      | —     | —  |